# Walter Brehme
Walter Brehme   (Bad Dürrenberg, 21 de novembre de 1921 - 21 de gener de 2007) fou un pilot alemany de motociclisme que va competir en el campionat del món entre 1958 i 1962.